# Insula Ostrov (Năvodari)
Insula Ostrov este situată în sudul lacului Tașaul, la cca. 1200 m înspre sud de Insula Ada. Cu o suprafață de  aproximativ 3 ha și o altitudine maximă de 4,6 m, insula are un sol cu structură șistoasă. Ca încadrare teritorial-administrativă aparține de orașul Năvodari, județul Constanța.
„Ostrov” înseamnă în limba lipovenilor „insulă”. O altă denumire a insulei a fost „Platinisa”, care în limba greacă înseamnă „insula joasă”, spre deosebire de „Anonisa” (Insula Ada), cealaltă insulă mai mare a lacului, care înseamnă „insula înaltă”. Ambele denumiri au dispărut odată cu minoritatea grecească din localitățile vecine.

## Vezi și
- Așezarea din insula Ostrov
- Listă de insule în România

## Legături externe
- Poziția pe hartă - wikimapia.org
- O altă legendă a comorii îngropate în lacul Tașaul - ziuaconstanta.ro, Autor: Nicoleta Baciu, publicat pe 25 octombrie 2014